# 沃夫奇齊克
51°19′38″N 25°42′0″E / 51.32722°N 25.70000°E
沃夫奇齊克（烏克蘭語：Вовчицьк）是烏克蘭西部的村莊，隸屬沃倫州的卡明-卡希爾斯基區。該村面積0.64平方公里，海拔高度184米，2001年人口364，人口密度每平方公里571.43人。